# 熊代慊三郎
熊代 慊三郎（くましろ こうざぶろう、1851年12月6日（嘉永4年11月14日） - 1924年（大正13年）4月19日）は、日本の政治家、衆議院議員（2期）。旧姓・大塚。本姓・福原。

## 経歴
周防国玖珂郡岩国町(のち山口県玖珂郡岩国町、現・岩国市)生まれ。元岩国藩士で、戊辰戦争では東北各地に従軍。和漢学を修めた後、大阪開成所で英語を学ぶ。1870年（明治3年）に上京して法学を学ぶ。1872年、大蔵省出仕、1874年、内務省に転じ、書記官を経て、奈良県書記官となる。その後、内務省に戻り、土木局次長、書記官を歴任する。正六位を叙せられ、勲六等瑞宝章を授与され、大日本帝国憲法発布に際し、紀念章を授けられた。
1898年3月の第5回衆議院議員総選挙において山口5区から無所属で立候補して初当選する。このとき苗字を大塚から熊代に変更しているが、大塚家は当時立候補するのに必要だった納税額に達していなかったため、親戚筋と思われる熊代姓を使ったのではないかという説がある。同年8月の第6回衆議院議員総選挙では国民協会公認で立候補して再選。衆議院議員を2期務め、1902年の第7回衆議院議員総選挙には立候補しなかった。
晩年は旧岩国藩主吉川家の家令をつとめた。1924年に死去した。

## 家族
- 長男・大塚武松‐維新史編纂官。岳父に 男爵井上光。[7]
- 三男・大塚有章[7]
- 娘婿・河上肇[7]
- 娘婿・末川博[7]